# Lei de Stigler
A Lei de Stigler é uma lei epigramática e representa um fenômeno proposto por Stephen Stigler, professor de estatística da Universidade de Chicago em 1980.
Em sua forma mais simples e direta ela diz: 
| “ | Nenhuma descoberta científica é batizada com o nome de seu descobridor original. | ” |
|   | — Stephen Stigler.                                                               |   |

Para exemplificar esse fato, Stigler nomeou o sociologista Robert K. Merton como o descobridor da Lei de Stigler.
Outro exemplo da aplicação da Lei de Stigler é a chamada Fórmula de Bhaskara, utilizada para a resolução de equações de 2⁰ grau, e que no Brasil é chamada dessa forma, quando na verdade o próprio Bhaskara atribui os créditos a outro matemático indiano, Sridhara.